# Serrazzano
Serrazzano (già Serazzano) è una frazione del comune italiano di Pomarance, nella provincia di Pisa, in Toscana.

## Geografia fisica
Il borgo di Serrazzano è situato su di un'altura a 548 m d'altitudine in posizione dominante tra le valli del torrente Trossa, affluente del Cecina, e del Cornia. Serrazzano dista poco meno di 20 km dal capoluogo comunale e circa 98 km da Pisa.

## Storia
La frazione è ricordata sin dal 730 con la denominazione di castrum Seratianum e fu dominio dei longobardi, che qui costruirono la rocca. In un documento del 15 marzo 1102 la località di Serazzano è ricordata per alcune cessioni in favore dell'abbazia di San Pietro in Palazzuolo, presso Monteverdi Marittimo.

## Monumenti e luoghi d'interesse
- Chiesa di San Donato
- Oratorio di Sant'Antonio
- Mura di Serrazzano, con i tre antichi accessi all'area castellana: Porta Spina; Porta della Santissima Annunziata, già Porta Volterrana; e Porta Fiorentina.

## Galleria d'immagini

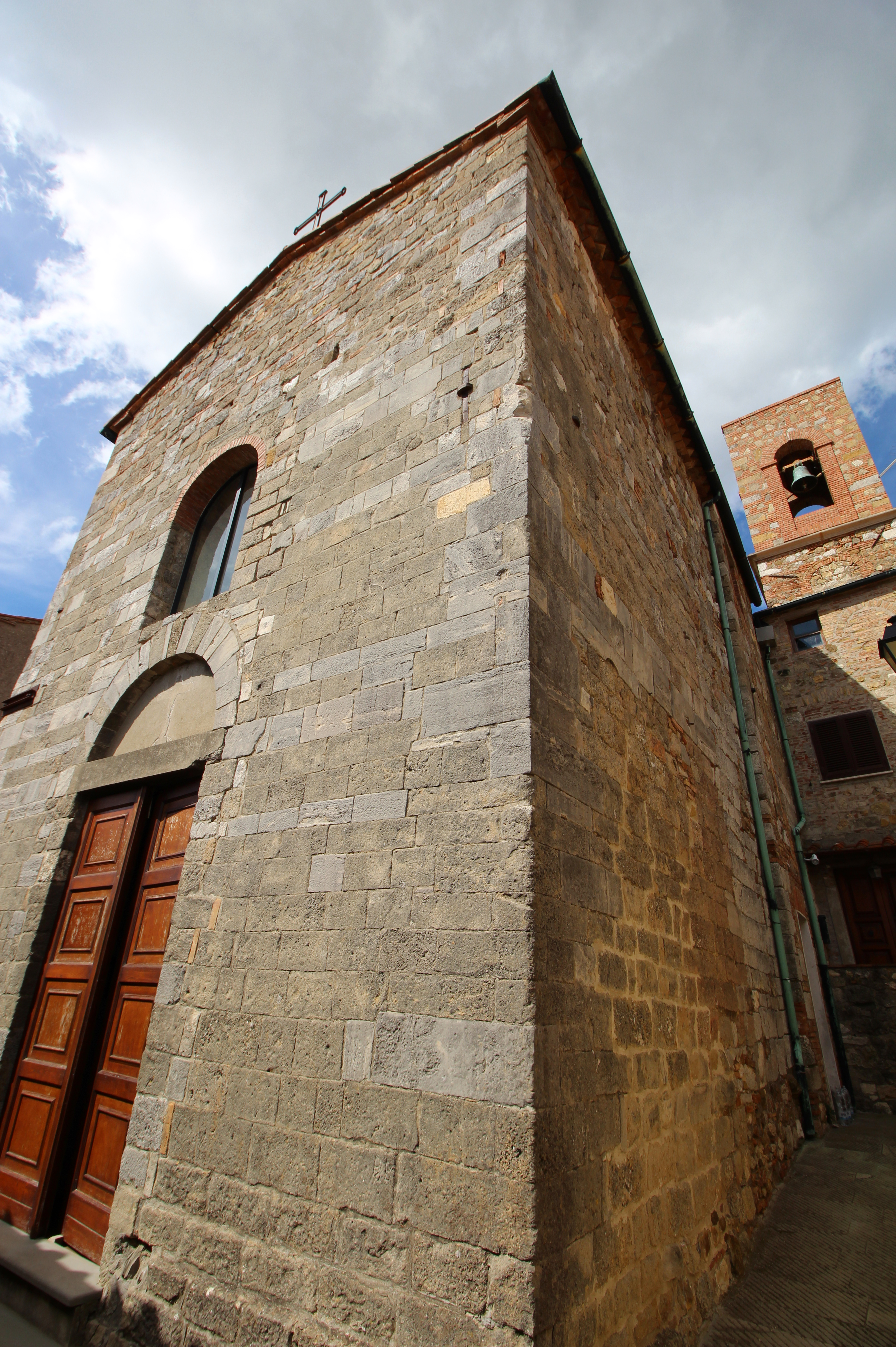
La chiesa di San Donato
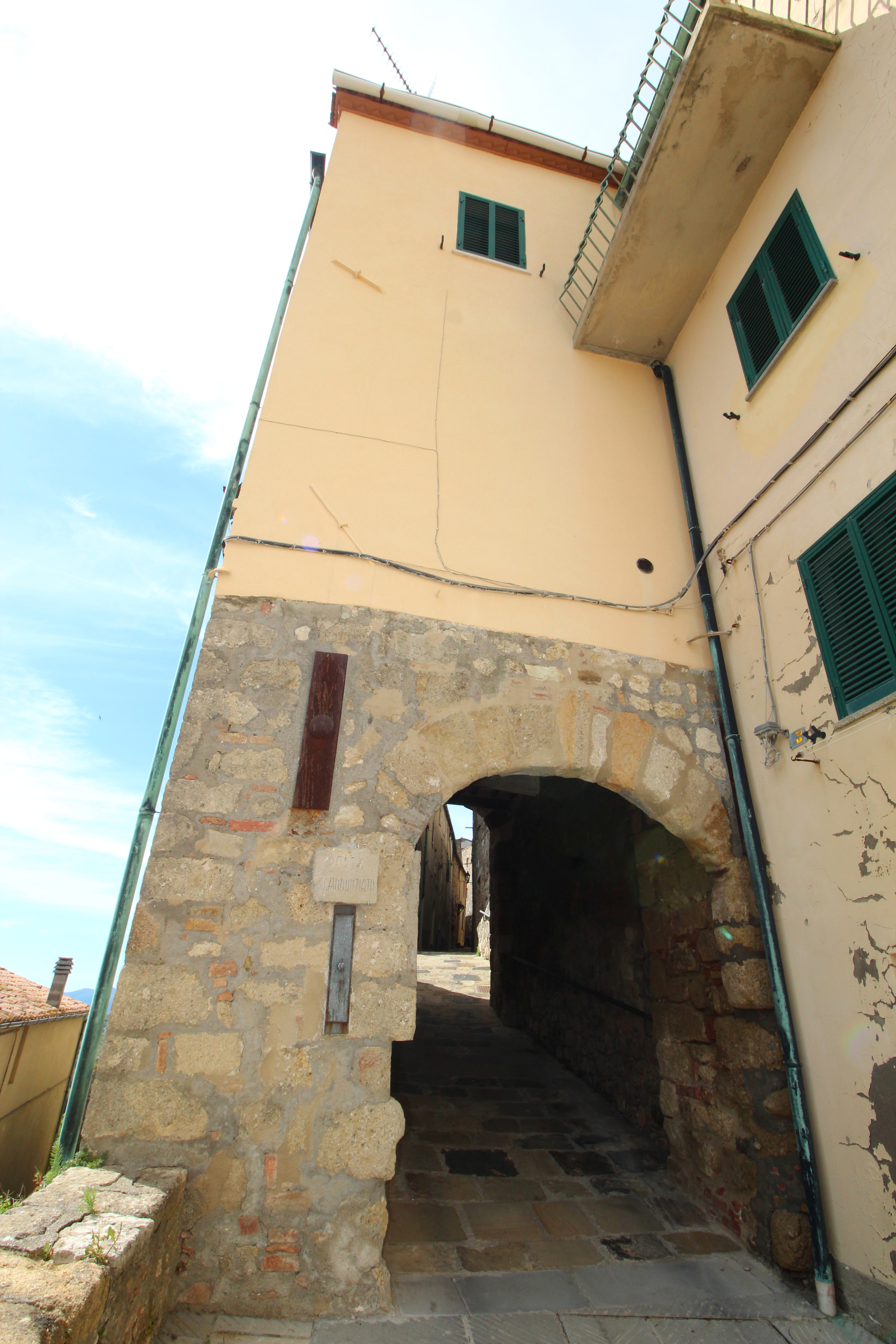
Porta della Santissima Annunziata (Porta Volterrana)
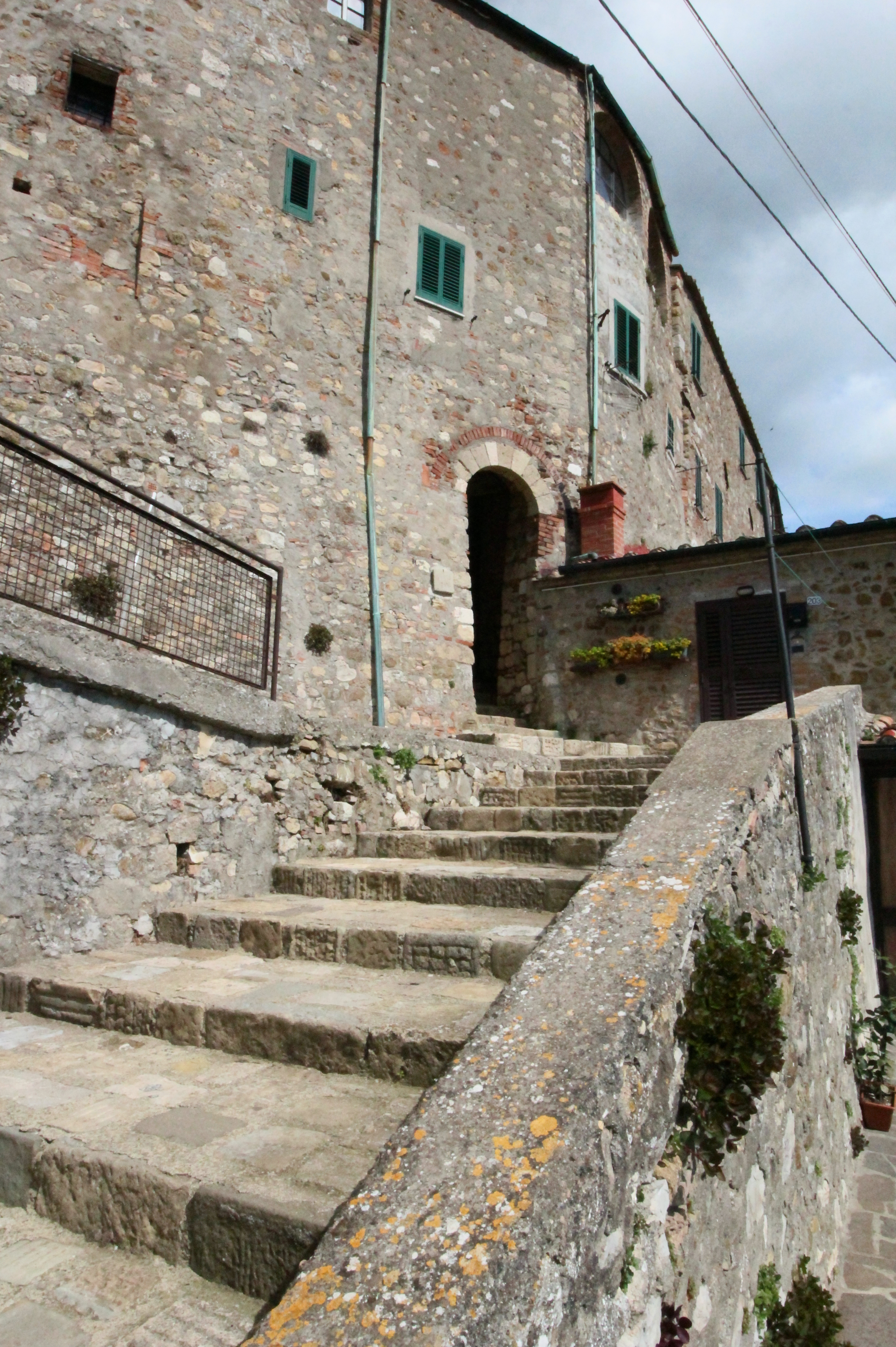
Porta Spina
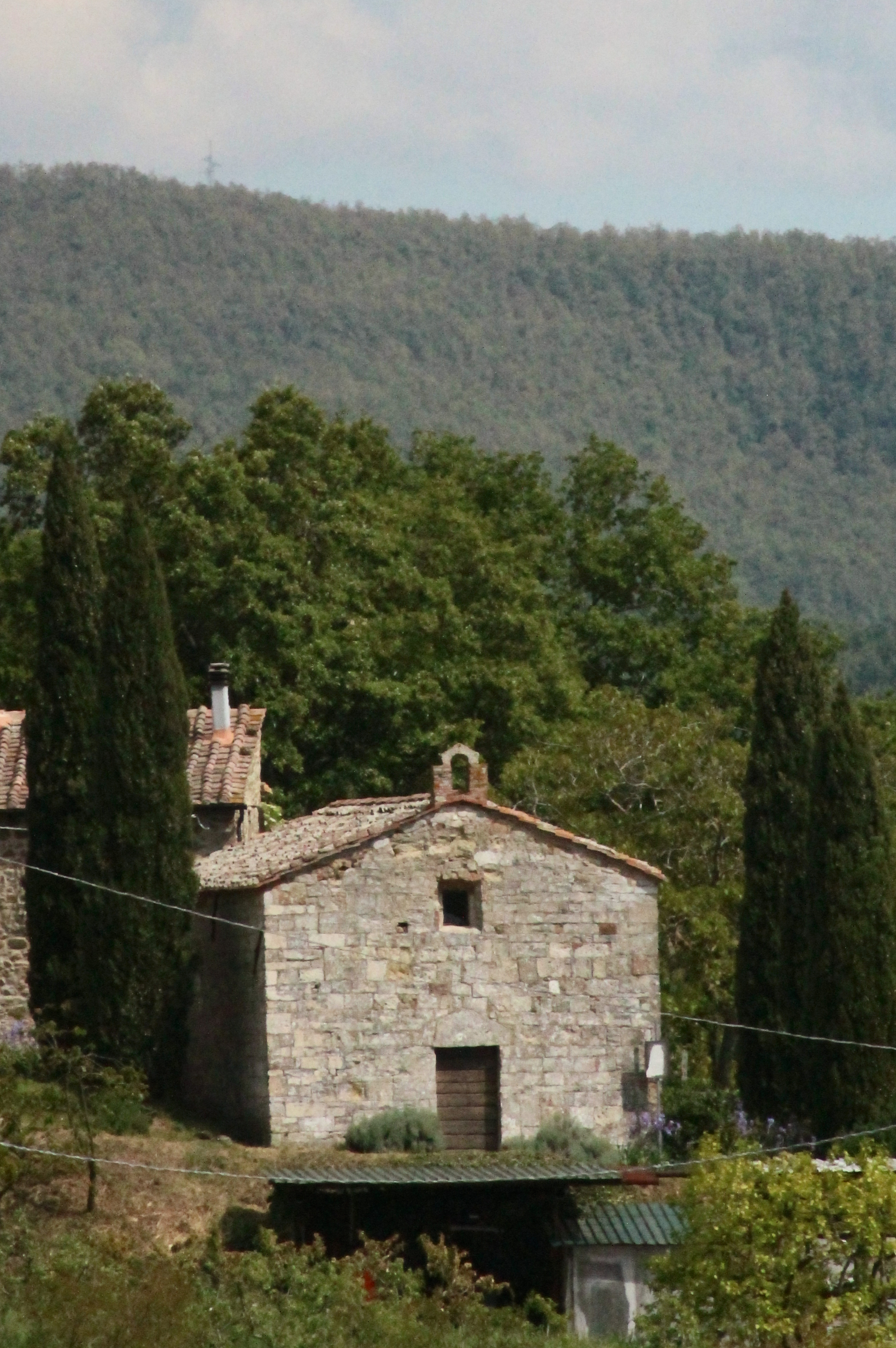
L'oratorio di Sant'Antonio fuori dell'abitato